# New York State League (1885-1917)
La prima New York State League fu nel 1885 la seconda incarnazione della International League, una lega minore del baseball USA.
La seconda New York State League fu un'organizzazione di sei squadre operativa solo nel 1889: Oneida fu espulsa il 12 luglio, Seneca Falls fallì il 19 agosto.
La terza e più longeva fu fondata nel 1899 e visse fino al 1917. Venne classificata come classe B nel 1902, quando la National Association of Professional Baseball Leagues venne fondata. Il circuito, che aveva squadre anche in Pennsylvania, era anche rispettabile per pubblico e altri giocatori rispetto alle altre serie minori dell'epoca. Binghamton e Utica parteciparono per tutte e 19 le stagioni.

## Città rappresentate

### 1885
- Albany: Albany Senators
- Binghamton: Binghamton Bingoes
- Elmira: Elmira Colonels
- Oswego: Oswego Sweegs
- Rochester: Rochester Flour Cities
- Syracuse: Syracuse Stars
- Utica: Utica Pentups

### 1889
- Auburn: Auburn
- Elmira: Elmira
- Canandaigua: Canandaigua
- Oneida: Oneida
- Seneca Falls: Seneca Falls Maroons
- Utica: Utica

### 1899-1917
- Albany: Albany Senators 1899-1916
- Amsterdam/Johnstown/Gloversville: Amsterdam-Johnstown-Gloversville Jags 1902; Amsterdam-Johnstown-Gloversville Hyphens 1903-1904; Amsterdam-Johnstown-Gloversville Jags 1905-1907
- Auburn: Auburn Pioneers 1899
- Binghamton: Binghamton Bingoes 1899-1917
- Cortland: Cortland Wagonmakers 1899-1901
- Elmira: Elmira Pioneers 1900; Elmira Pioneers 1908-1917
- Harrisburg: Harrisburg Islanders 1916-1917
- Ilion: Ilion Typewriters 1901-1904
- Oswego: Oswego Oswegos 1899; Oswego Grays 1900
- Reading, PA: Reading Pretzels 1916-1917
- Rome: Rome Romans 1899-1901
- Schenectady: Schenectady Electricians 1899-1902; Schenectady Frog Alleys 1903; Schenectady Electricians 1904
- Scranton: Scranton Miners 1904-1917
- Syracuse: Syracuse Stars 1902-1917
- Troy: Troy Washerwomen 1899-1900; Troy (NY) Trojans 1901-1916
- Utica: Utica Pentups 1899-1900; Utica Pent-Ups 1901-1909; Utica Utes 1910-1917
- Waverly: Waverly Wagonmakers 1901
- Wilkes-Barre: Wilkes-Barre Barons 1905-1917

## Hall of Fame Alumni
- Pete Alexander, 1910 Syracuse Stars
- Johnny Evers, 1902 Troy (NY) Trojans
- Bucky Harris, 1917 Reading Pretzels